# Arignota
Arignota is een geslacht van vlinders van de familie sikkelmotten (Oecophoridae), uit de onderfamilie Xyloryctinae.

## Soorten
- A. clavatrix Diakonoff, 1954
- A. decipiens Diakonoff, 1954
- A. stercoraria (Lucas, 1893)